# بي إن سبورتس تركيا
بي إن سبورتس تركيا هي باقة رياضية تركية تابعة لمجموعة بي إن الإعلامية وتديرها ديجيترك. وهي النسخة التركية من شبكة بي إن سبورتس العالمية.

## تاريخ
تم شراؤها من قبل محمد أمين كراميهمت تحت اسم Işık TV لصالح شركة Digiturk في عام 2000، وأطلق عليها اسم Lig TV بواسطة محمد أمين كاراميهمت وشانسال بويوكا في عام 2001. وتم تغييرها إلى beIN Sports من قبل مجموعة beIN الإعلامية في عام ، وكانت تبث القناة مباريات الدوري التركي منذ بداية عام 2001. هي قناة تركية مشفرة لكرة القدم تبث أيضًا على على منصة Digiturk الرقمية.

## برمجة

### كرة القدم
- تركيا: الدوري التركي الممتاز، دوري الدرجة الأولى التركي [5]
- فرنسا: الدوري الفرنسي، الدوري الفرنسي الدرجة الثانية [6]
- إنجلترا: دوري كرة القدم الإنجليزية، كأس رابطة الأندية الإنجليزية المحترفة[7]
- ألمانيا: الدوري الألماني ، الدوري الألماني الدرجة الثانية [8]
- أستراليا: الدوري الأسترالي لكرة القدم [9]

### كرة سلة
- الدوري الأوروبي لكرة السلة [10]

### تنس
- رابطة محترفي التنس [11]
- اتحاد لاعبات التنس المحترفات

### كرة اليد
- فرنسا: الدوري الفرنسي لكرة اليد

## روابط خارجية
- الموقع الرسمي
- beINSPORTS_tr على تويتر.
- بي إن سبورتس تركيا  على فيسبوك.
- بي إن سبورتس تركيا على إنستغرام